# الأجسام الطائرة المجهولة النازية

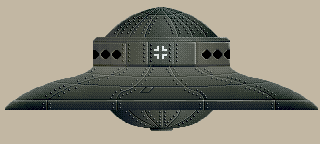

انتشرت في علم الأجسام الطائرة المجهولة، نظريات المؤامرة والخيال العلمي وكتب القصص المصورة والمزاعم والروايات التي تربط الأجسام الطائرة المجهولة بألمانيا النازية. تصف نظريات الأجسام الطائرة المجهولة الألمانية ما يمكن أن نسميه المحاولات الناجحة لتطوير الطائرات أو المركبات الفضائية المتقدمة قبل الحرب العالمية الثانية وخلالها، وتؤكد من ناحية أخرى على بقاء هذه المركبات بعد الحرب في قواعد سرية تحت الأرض في القارة القطبية الجنوبية، أو أمريكا الجنوبية، أو الولايات المتحدة، إلى جانب مبتكريها. وفقًا لهذه النظريات والقصص الخيالية، أُشير إلى العديد من الأسماء الرمزية والتصنيفات الفرعية للمركبات الطائرة المجهولة النازية مثل طائرة لمشاهدة معالم المدينة (Rundflugzeug)، والكرة النارية (Feuerball، Diskus، Haunebu، Hauneburg-Gerät، V7، Vril)، وكرة البرق (Kugelblitz) (غير مرتبطة بالسلاح ذاتي الحركة المضاد للطائرات الذي يحمل الاسم نفسه)، وجهاز أندروميدا (Andromeda-Gerät)، Flugkreisel، وسلاح الرصاصة (Kugelwaffe)، وقرصال طيران الإمبراطوري (Reichsflugscheibe).
بدأت القصص في الظهور منذ بدايات عام 1950، وكانت مستلهمةً على الأرجح من التطوير الألماني التاريخي للمحركات المتخصصة مثل محرك فيكتور شوبيرغر (Repulsine) في وقت الحرب العالمية الثانية. دُمجت عناصر من هذه الادعاءات في أعمال خيالية وغير خيالية في وسائل الإعلام، بما في ذلك ألعاب الفيديو والأفلام الوثائقية، وخُلطت غالبًا مع معلومات مثبتة أكثر.
غالبًا ما تتوافق المواد المطبوعة الألمانية المتعلقة بالأجسام المجهولة الطائرة إلى حد كبير مع التاريخ الموثق في النقاط التالية:
- ادعت ألمانيا النازية أن منطقة شوابيا الجديدة في القارة القطبية الجنوبية أرسلت بعثة استكشافية إلى هناك في عام 1938، وخططت لبعثات أخرى.[2]
- أجرت ألمانيا النازية أبحاثًا في تكنولوجيا الدفع المتطورة، بما في ذلك الصواريخ، وأبحاث محرك فيكتور شوبيرغر، وطائرة الجناح الطائر، وطائرة آرثر ساك إيه. إس.6 (Arthur Sack A.S.6) المجنحة التجريبية.
- كان يعتقد الحلفاء أن بعض المشاهدات المتعلقة بالأجسام الطائرة المجهولة، بشكل خاص تلك المعروفة منها باسم فو فايتر، هي طائرات معادية نموذجية ومصممة لإزعاج طائرات الحلفاء من خلال تشويش كهرومغناطيسي؛ وهي تقنية مشابهة لأسلحة النبضات الكهرومغناطيسية حاليًا (إيه إم بّي).[بحاجة لمصدر]

## الروايات اللاحقة

### صباح السحرة
صباح السحرة (بالفرنسية: Le Matin des Magiciens)، هو كتاب أُصدر عام 1960 ألفه لويس باويلس وجاك بير وقدم العديد من القصص المذهلة عن جمعية العرق القادم (فريل-Vril) في برلين. بعد عدة سنوات لاحقة ألف عدة كتّاب أعمالهم وربطوا فيها بين جمعية فريل والأجسام الطائرة المجهولة، ومن ضمنهم جان فان هلسينغ، ووروبرت يورغين راتهوفر وفلاديمير تيرزيسكي. يشيرون من خلال بعض قصصهم إلى أن الجمعية ربما قامت باتصال مع عرق فضائي وكرست نفسها لإنشاء مركبة فضائية للوصول إلى هؤلاء الفضائيين. طورت جمعية فريل، بالاشتراك مع جمعية ثول والحزب النازي، سلسلة من النماذج الأولية للأقراص الطائرة. مع هزيمة النازية، تراجعت الجمعية إلى قاعدة في القارة القطبية الجنوبية واختفت داخل الأرض المجوفة لتلتقي بقادتها من العرق المتقدم ويسكنوا الأرض الداخلية.

### حيلة إرنست تسونديل التسويقية
عندما أسس إرنست تسونديل المُنكر للهولوكوست، دار نشر زاميسدات في سبعينيات القرن العشرين، كان في البداية يدعم مجتمع علم الأجسام الطائرة المجهولة، عندما كان في ذروة قبوله العام في ذلك الحين. ادعى في كتبه أن الصحون الطائرة كانت أسلحة سرية نازية أُطلقت من قاعدة تحت الأرض في القارة القطبية الجنوبية، ومن خلالها كان يأمل النازيون أن يغزو الأرض وربما الكواكب. باع تسونديل أيضًا مقاعد (بمبلغ 9999 دولار) في فريق استكشافي لتحديد موقع المدخل القطبي إلى الأرض المجوفة. قال بعض الذين أجروا مقابلات مع تسونديل أنه اعترف سرًا بأنها كانت دعاية متعمدة من أجل بناء شعبية لزاميسدات، رغم أنه استمر في الدفاع عنها في نهايات عام 2002.